# Halone coryphoea
Espèce
Halone coryphoea est une espèce de lépidoptères (papillons) de la famille des Erebidae et de la sous-famille des Arctiinae. On la trouve en Australie.